# محمد أبو يوسف
محمد أبو يوسف (21 نوفمبر 1921 - 25 يونيو 1985) كاتب سيناريو وحوار مصري.

## حياته الفنية
تخرج  من قسم اللغة الإنجليزية في كلية الآداب بجامعة القاهرة. كتب سيناريو وحوار أهم أفلام السينما المصرية مثل (امرأة على الطريق، إشاعة حب، آه من حواء، فارس بني حمدان، عدو المرأة، الليلة الموعودة، معبودة الجماهير) وغيرها من الأعمال. كما عمل مخرج مساعد في أفلام أغلبها مع يوسف شاهين.

## أعماله[2]

### الأفلام
- 1952: سيدة القطار(مشرف على الحوار)
- 1952: حياتي أنت (ملاحظ الحوار)
- 1952: المهرج الكبير (مشرف على الحوار)
- 1958: باب الحديد (حوار)
- 1958: امرأة في الطريق (سيناريو وحوار)
- 1959: هدى (سيناريو وحوار)
- 1959: من أجل امرأة (سيناريو وحوار)
- 1959: سمراء سيناء (حوار)
- 1959: حب إلى الأبد (قصة وسيناريو وحوار)
- 1959: إحنا التلامذة  (قصة وسيناريو وحوار)
- 1959: أبو أحمد (حوار)
- 1960: وعاد الحب (سيناريو)
- 1960: نساء وذئاب (سيناريو)
- 1960: العملاق (حوار)
- 1960: البنات والصيف (إعداد القصة)
- 1960: إشاعة حب (سيناريو وحوار)
- 1961: لا تذكريني (قصة وسيناريو وحوار)
- 1961: عودي يا أمي (سيناريو وحوار)
- 1961: جوز مراتي (قصة وسيناريو وحوار)
- 1961: المراهق الكبير (قصة وسيناريو وحوار)
- 1961: الحب كده (سيناريو وحوار)
- 1962: موعد في البرج (سيناريو وحوار)
- 1962: مرحبا أيها الحب (سيناريو وحوار)
- 1962: مذكرات تلميذة (قصة وسيناريو وحوار)
- 1962: صراع الأبطال (قصة وسيناريو وحوار)
- 1962: آه من حواء (سيناريو وحوار)
- 1962: المعجزة (قصة وسيناريو وحوار)
- 1962: ألمظ وعبده الحامولي (سيناريو)
- 1963: على ضفاف النيل (قصة وسيناريو وحوار)
- 1963: ثمن الحب (سيناريو وحوار)
- 1963: النشال (حوار)
- 1964: مطلوب زوجة فورا (قصة وسيناريو وحوار)
- 1964: للرجال فقط (سيناريو وحوار)
- 1964: المراهقان (سيناريو وحوار)
- 1964: العزلب الثلاثة (سيناريو وحوار)
- 1964: الجاسوس (حوار)
- 1965: طريد الفردوس (قصة وسيناريو وحوار)
- 1965: حكاية العمر كله (حوار)
- 1965: العقلاء الثلاثة (سيناريو وحوار)
- 1965: أغلى من حياتي  (عن قصة الشارع الخلفي)
- 1966: فارس بني حمدان (سيناريو وحوار)
- 1966: عدو المرأة (سيناريو وحوار)
- 1966: المراهقة الصغيرة (حوار)
- 1966: إجازة صيف (سيناريو وحوار)
- 1967: نورا (سيناريو وحوار)
- 1967: معبودة الجماهير (حوار)
- 1967: كرامة زوجتي (حوار)
- 1967: القبلة الأخيرة (سيناريو وحوار)
- 1967: إجازة غرام (حوار)
- 1968: روعة الحب (سيناريو وحوار)
- 1968: جزيرة العشاق (سيناريو وحوار)
- 1968: أيام الحب (حوار)
- 1969: فتاة الاستعراض (اقتباس وسيناريو وحوار)
- 1969: غرام تلميذة (قصة وسيناريو وحوار)
- 1970: كانت أيام (حوار)
- 1970: سفاح النساء (الرواية)
- 1970: أنا وزوجتي والسكرتيرة (قصة وسيناريو وحوار)
- 1971: عشاق الحياة (حوار)
- 1971: ابنتي العزيزة (قصة وسيناريو وحوار)
- 1972: ليلة حب أخيرة (قصة وسيناريو وحوار)
- 1972: شباب يحترق (سيناريو وحوار)
- 1974: غابة من السيقان (سيناريو وحوار)
- 1974: إمبراطورية المعلم (سيناريو وحوار)
- 1974: الأبطال (قصة وسيناريو وحوار)
- 1975: جفت الدموع (سيناريو وحوار)
- 1976: حب على شاطئ ميامي (سيناريو)
- 1977: فتاة تبحث عن الحب (سيناريو وحوار)
- 1977: حرامي الحب (قصة وسيناريو وحوار)
- 1978: أولاد الحلال (قصة وسيناريو وحوار)
- 1979: يمهل ولا يهمل (سيناريو وحوار)
- 1979: عشاق تحت العشرين (سيناريو وحوار)
- 1980: عمل إيه الحب في بابا (قصة وسيناريو وحوار)
- 1984: كله تمام (قصة وسيناريو وحوار)
- 1984: الليلة الموعودة (سيناريو وحوار)
- 1985: القط أصله أسد (سيناريو وحوار)

### المسلسلات
- 1970: ناعسة (سيناريو وحوار)
- 1978: الغضب (سيناريو وحوار)
- 1979: فارس الأحلام (سيناريو وحوار)
- 1981: من أجل ولدي (سيناريو وحوار)